# Colebee
Colebee (* in New South Wales, Australien; † 1806 in New South Wales) war ein Aborigines-Elder der Cadigal, der Ende 1789 auf Anordnung des damaligen britischen Gouverneurs Arthur Phillip im östlichen Sydney gefangen genommen wurde.

## Gefangenennahme und Flucht
Colebee wurde am 23. November 1789 gemeinsam mit Bennelong, einem weiteren bekannten Elder, an der Manly Cove von Lieutenant William Bradley gefangen genommen. Phillip war der Auffassung, dass er mit zwei Aborigines deren Sprache und Gewohnheiten kennenlernen und ein friedliches Zusammenleben erreichen könnte.
Colebee flüchtete bald nach seiner Gefangenennahme in der Nacht vom 12. Dezember 1789 und Bennelong im Mai 1790. Am 18. Oktober 1790 trafen Colebee und Bennelong – die damaligen Führer der Aborigines im Raum von Sydney – mit Phillip zum Abschluss eines Separatfriedens zusammen. Bei dieser Gelegenheit erhielten beide Metallbeile überreicht.

## Namen
Colebee wurden verschiedene Namen gegeben, wie Kebada Colby, Gringerry Kibba Coleby, Gringerry, Goungarree, Congare. Der Begriff Kibba kommt von gibba, kibba oder kebah und bedeutet in der Sprache der Aborigines Felsen oder Stein und wurde benutzt, um einen Mann zu bezeichnen, bei dessen Initiation ihm die Frontzähne ausgeschlagen wurden.
Colebees Totem war der Weißbauch-Seeadler (Haliaetus leucogaster).

## Familie
Die Frau von Colebee war Daringa, eine Halbschwester von Moorooboora, einem Elder. Colebee kämpfte mit Bennelong um dessen Frau Kurubarabulu. Colebee starb im Jahr 1806 nach einem Rückkampf mit Bennelong oder kurz danach.